# Genoplesium fimbriatum
Genoplesium fimbriatum  là một loài lan được tìm thấy ở miền đông Australia.

## Hình ảnh

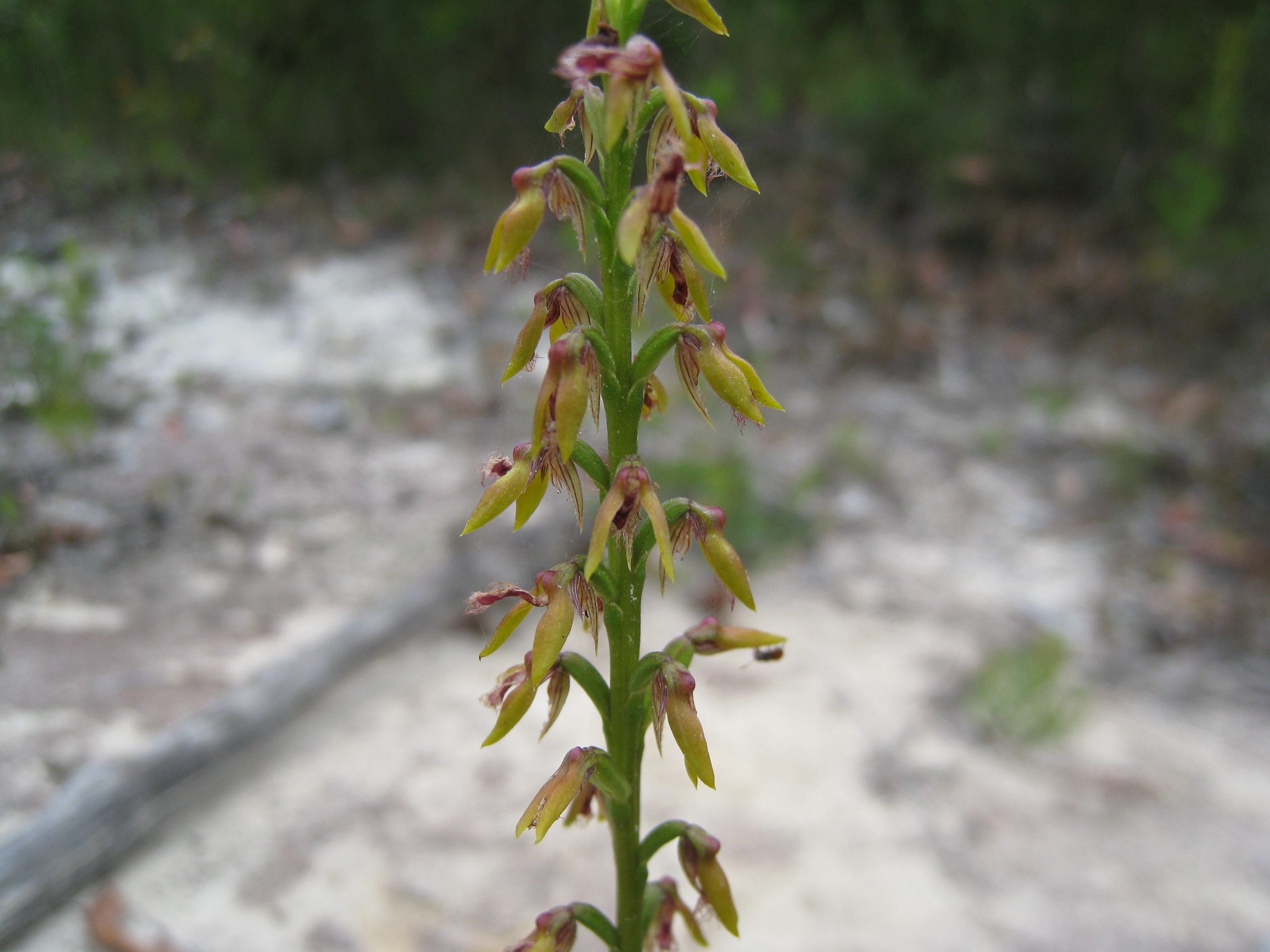
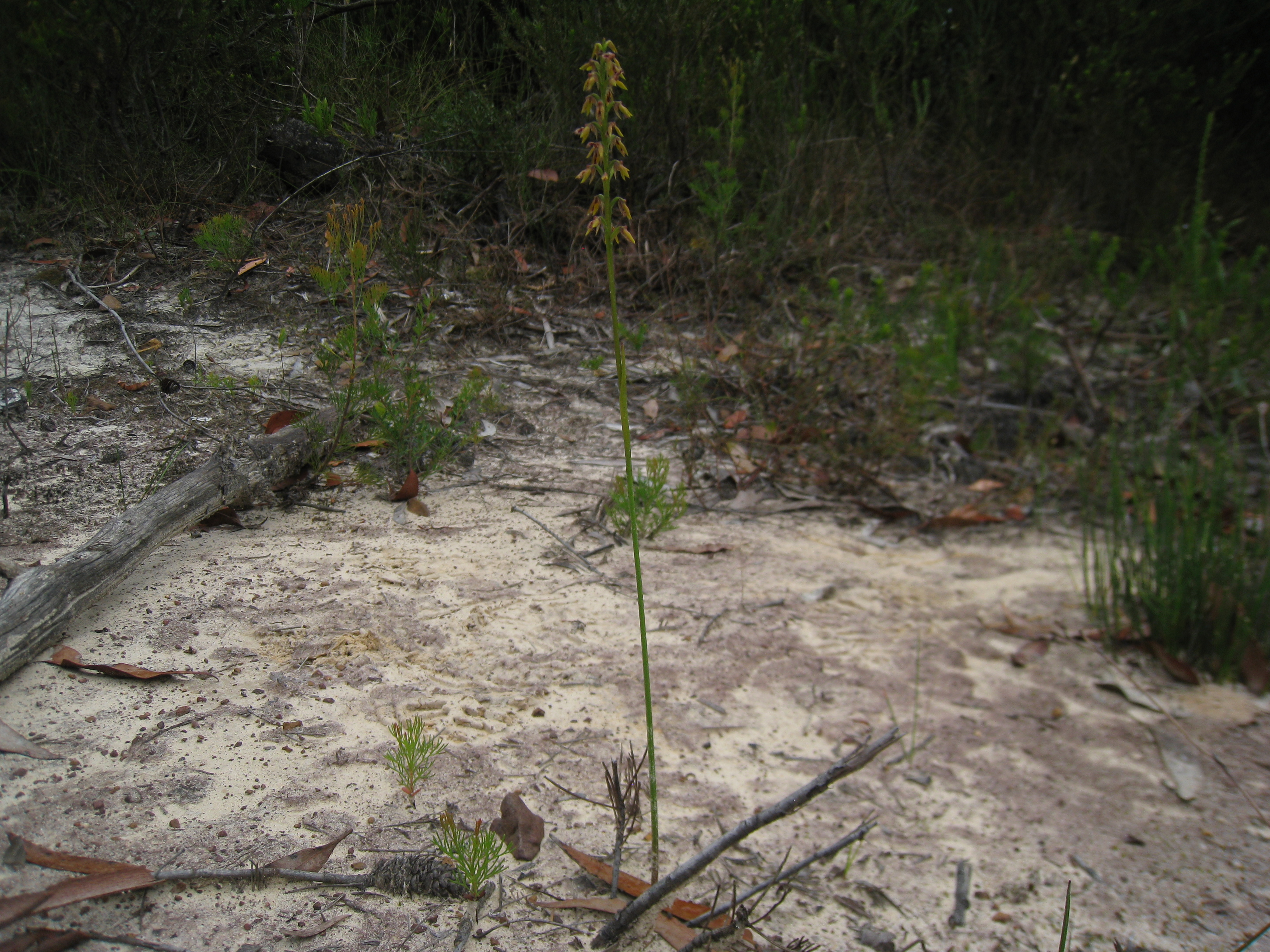